# Dominik Bliefert
Dominik Bliefert (* 1981 in Stendal) ist ein deutscher Schauspieler.

## Leben

### Ausbildung
Bliefert stammt aus der Altmark. Im Alter von 17 Jahren stand er in seiner Heimatstadt Stendal erstmals auf einer Theaterbühne. Über ein Schultheaterprojekt, bei dem der Schauspieler Daniel Aichinger auf ihn aufmerksam wurde, kam Bliefert, der ursprünglich Bankkaufmann werden wollte, zum Schauspiel. Er wurde Mitglied im TdA-Jugendclub und erhielt 1999 seine „erste richtige Rolle“ als Jupiter in Amphitryon 1999.
Von 2001 bis 2005 absolvierte er sein Schauspielstudium an der Hochschule für Musik und Theater Hannover, welches er 2005 mit dem Diplom beendete. Während seines Studiums spielte er am Studiotheater Hannover u. a. in Ödön von Horváths Don Juan kommt aus dem Krieg und in dem Stück Das Blut von Sergi Belbel.

### Theaterarbeiten
Nach seinem Studienabschluss gastierte er 2005 bei den Domfestspielen Bad Gandersheim als Titelheld in einer Peter Pan-Produktion und am Stadttheater Hildesheim als Tommie in einer Pippi Langstrumpf-Adaption. Es folgten 2006 Engagements am Fränkischen Theater Schloss Maßbach in der Hauptrolle des Alan Strang im Shaffer-Stück Equus und in den Sophiensælen Berlin, wo er in Wir Kinder vom Bahnhof Zoo (Regie: Ulrich Rasche) mitwirkte. 2007 gastierte er am Berliner Kriminaltheater in zwei Stücken von Agatha Christie. Im Sommer 2007 spielte er bei den Domfestspielen Bad Gandersheim den Michel aus Lönneberga. Für die Spielzeit 2007/08 trat er ein Gastengagement am Theater der Altmark in Stendal an, wo er in Neuinszenierungen den jungen Prinzen Johann in dem Märchenstück Schneeweißchen und Rosenrot und den Diener Valère in Molières Der Arzt wider Willen übernahm.
Ab der Spielzeit 2008/09 war er bis Ende der Spielzeit 2011/12 festes Ensemblemitglied am Deutschen Theater Göttingen, wo er schwerpunktmäßig in zeitgenössischen Stücken auftrat, aber auch Rollen im Kinder- und Jugendtheater übernahm. In Göttingen stand er u. a. als Farid in Tintenherz (2008) und Tintenblut (2009), als Prinz/Frosch in Der Froschkönig (2011) und als Jascha in Das Wolkenzimmer (2011) von Irma Krauß auf der Bühne.
Von September bis Dezember 2012 spielte er an der Landesbühne Niedersachsen Nord in Wilhelmshaven den bösen Zauberer Beelzebub Irrwitzer in einer Bühnenfassung von Michael Endes Kinderbuch Der satanarchäolügenialkohöllische Wunschpunsch. Im Frühjahr 2013 war er auf Kampnagel der Dichter Rodolfo in Die Boheme oder was die Kunst mit der Liebe macht (nach Motiven von Puccini und Aki Kaurismäki). Anschließend folgten Gastengagements am „Dschungel“ in Wien und am Lichthof Theater in Hamburg (unter der Regie von Maria Ursprung als Leif in Der Besuch von Jon Fosse).
Von Juni bis Oktober 2014 spielte er an der Landesbühne Niedersachsen Nord in der Globalisierungskomödie Das Ding von Philipp Löhne. Im Oktober 2014 gastierte Bliefert mit der Hamburger Produktion von Der Besuch am Maxim Gorki Theater in Berlin. 2015/16 folgte ein Engagement am Deutschen Schauspielhaus Hamburg in Söhne & Söhne, einer Performance-Installation des Kopenhagener Performance-Kollektivs SIGNA. Die Zusammenarbeit mit SIGNA setzte er 2017 mit Das Heuvolk am Nationaltheater Mannheim fort.
An der Landesbühne Niedersachsen Nord in Wilhelmshaven war er 2018/19 als Gastschauspieler in den Stücken Amadeus (als Operndirektor Graf Orsini-Rosenberg), Gefährliche Liebschaften (als Chevalier Danceny) und Der Kirschgarten (als Jascha) zu sehen. Am Hessischen Landestheater Marburg spielte er 2020 unter der Regie von Carola Unser in der Uraufführung des Stücks Ab jetzt zusammen!. 2022 ist er am gleichen Haus in dem Stück Momo von Michael Ende zu sehen.
2022 folgte eine weitere Ko-Produktion von SIGNA mit dem Schauspielhaus Hamburg unter dem Titel Die Ruhe. Diese Inszenierung wurde zum Berliner Theatertreffen 2022 eingeladen.

### Film und Fernsehen
Nach seinem Engagement am Deutschen Theater Göttingen übernahm er auch Filmrollen. In seinem ersten Spielfilm, dem Krimi Harder und die Göre (2013), in dem er an der Seite von Harry Baer zu sehen war, spielte er den Assistenten des Regisseurs. In dem Fernsehfilm Heiraten ist nichts für Feiglinge (Erstausstrahlung 2015) verkörperte er einen flippigen Hochzeits-DJ. Im Dezember 2016 war er in der ZDF-Serie Notruf Hafenkante in einer Episodenrolle als Schwager eines in mehrere Einbrüche verwickelten Imbissbuden-Inhabers (Ulrich Blöcher) zu sehen. Es folgten kleine Auftritte in Fernsehfilmen, u. a. in Verräter – Tod am Meer (2017) und Angst in meinem Kopf (2018). 2019 spielte Bliefert in der Fernsehserie Großstadtrevier (Erstausstrahlung: Februar 2020) einen Einbrecher und in der Kinderserie Die Pfefferkörner einen gemeinen Hundedieb. Im März 2021 war er im Polizeiruf 110: Sabine aus Rostock als Werftarbeiter zu sehen. 2022 stand er für die ZDF Fernsehreihen Mordsschwestern und Stralsund vor der Kamera.
Dominik Bliefert wird vertreten von der Schauspielagentur Gipfelstürmer.

### Privates
Dominik Bliefert ist Teil der Initiative #actout, in der 185 lesbische, schwule, bisexuelle, queere, nicht-binären und trans* Schauspieler im SZ-Magazin ein gemeinsames Manifest unterzeichnet haben.
Er lebt in Hamburg, im Stadtteil St. Pauli.

## Filmografie (Auswahl)
- 2009: Sadisticum (Spielfilm)
- 2013: Harder und die Göre (Kinofilm)
- 2015: Heiraten ist nichts für Feiglinge (Fernsehfilm)
- 2016: Sibel & Max (Fernsehserie; Folge: Komm zurück!)
- 2016: Notruf Hafenkante (Fernsehserie; Folge: Letzte Worte)
- 2017: Verräter – Tod am Meer (Fernsehfilm)
- 2018: Angst in meinem Kopf (Fernsehfilm)
- 2019: Die Pfefferkörner (Fernsehserie; Folge: Pepper in Gefahr)
- 2020: Großstadtrevier (Fernsehserie; Folge: Einsame Herzen)
- 2020: Antilopen Gang – Trenn dich (Musikvideo)
- 2021: Polizeiruf 110: Sabine (Fernsehreihe)
- 2022: Mordsschwestern – Verbrechen ist Familiensache (Fernsehserie; Folge: Totalschaden)
- 2022: Stralsund (TV-Film; Folge: Der lange Schatten)
- 2024: Notruf Hafenkante (Fernsehserie; Folge: Tage wie dieser)
- 2025: Die Rosenheim-Cops (Fernsehserie; Folge: Frau Meyr geht online)